# Катуические языки
Катуические языки, катуйские языки — ветвь мон-кхмерских языков. Большинство носителей катуических языков проживает в горах на востоке Камбоджи и Таиланда, также они есть в юго-восточных провинциях Лаоса Секонг и Сараван и приграничных им провинциях Вьетнама. Ввиду труднодоступности этих мест и сложной политической обстановки в регионе катуические языки остаются малоизученными.
Некоторые катуические, такие как бру, имеют необычно большое количество гласных фонем (до 40), с морфологической точки зрения они характеризуются обилием префиксов и инфиксов. Порядок слов вариативен.

## Прародина
Согласно лексикостатической реконструкции Пола Сидуэлла, катуические языки отделились непосредственно от праавстроазиатского языка по мере миграции носителей на юг по руслу Меконга. По его мнению носители пракатуйского языка пошли по руслу реки Конг и далее поднялись в горы.

## История изучения и внутренняя классификация
Вопросы внутренней классификации катуических языков остаются предметом споров.
Изучение этой ветви началось с экспедиций Огюста Пави, во время которых он составлял словники местных языков; их включили в мон-кхмерскую семью, однако в катуическую ветвь их объединили намного позже. Первыми это сделали вьетнамские учёные в начале 1970-х, а за ними последовала Дороти Томас, предложив выделить катуическую ветвь на основе данных лексикостатистики. Изначально Томас разделила эту ветвь на две группы: кату, в которую входят фыонг, восточнокатуйский и западнокатуйский языки; и бру, состоящую из собственно языка бру, пакох и таой, однако в 1970 году в совместной работе с Хедли усомнилась в этой группировке. Результаты Томас и Хедли использовал Жерар Диффлот, хотя позже оказалось, что некоторые языки, идентифицированные как катуические, принадлежат к бахнарским.
Мишель Ферлю предложил в 1974 году разделение на западную и восточную группы, состоящие, соответственно, из со, бру, мангконг, ванкьеу, суэй, куй и других с одной стороны; и пакох, фыонг, восточнокатуйского и западнокатуйского, катанг, таой, ир, нге/крианг, тарен и прочих с другой. На основе этой классификации Диффлот опубликовал черновик фонологии пракатуйского языка. Исследования по лексикостатистике катуйских языков, опубликованные Кеннетом Смитом (1981), Брайаном Мильянццей (1992), и Джоном и Кэролайн Миллерами (1996), приходят к схожим выводам. Сидуэлл предлагает собственную систему классификации (см. ниже) на основе данных исторической фонетики. При этом в целом в отношении внутренней классификации катуических у учёных не сложилось единого мнения, неизвестно также, является ли диалектный континуум кату лексически инновативным или консервативным, при том, что обычно считается, что он отделился первым.

## Состав ветви

### Смит (1981)
По данным Смита (1981) катуические языки делятся следующим образом:
- собственно катуйские (западнокатуйский, восточнокатуйский и др.)
- остальные:
  - северные
    - бру
    - со
    - суй
    - маконг
    - катаанг

  - западные
    - куй

  - центральные
    - онг
    - таой
    - нге
    - крианг

  - пакох.

### Сидуэлл (2005)
Сидуэлл (2005) предложил другую схему классификации:
- западнокатуйские:
  - куй (800 тысяч говорящих), суэй (ок. 50 000)
  - бру (более 250 000), со (102 000) и т. д.
- таой (более 40 000):
  - таой (26—30 000), катанг, талан/онг/ир/инь
  - нге/крианг (4000)
  - хатонг
- собственно катуйские: кату, канту, фыонг, триу, дакканг
- пакох (15 000?).

Эту классификацию поддерживают Райан Герман и Джоанна Конвер.

## Состав ветви
Западнокатуйские языки бру и куй представляют собой диалектные континуумы; в них звонкие инициали получили придыхательную фонацию и вызвали дифтонгизацию гласных. Эта группа подверглась более интенсивному влиянию кхмерских диалектов.
Некоторые диалекты таойской группы представляют интерес с точки зрения фонологии: в онг/ир/талан контрастируют нейтральная и скрипучая фонации. В хатонг нейтральная фонация контрастирует с придыхательной, а все взрывные согласные — глухие.
Сообщается, что в языках собственно катуйской группы постоянно происходят непредсказуемые изменения ввиду табу на имена умерших родственников, запрещающего произносить слова, рифмующиеся с именем умершего родственника. В отношении согласных языки этой группы консервативны, там нет фонаций помимо чистой.
С географической точки зрения пако — самые северные катуические языки. В гласных среднего подъёма пако имеется контраст между скрипучей фонацией и модальным голосом. Гласные верхнего подъёма реализуются со слабым голосом, а нижнего — с напряжённым.

### Фонетика и фонология
Реконструированная фонология приведена по данным Сидуэлла.

#### Согласные
| *p | *t     | *c | *k | *ʔ |
| *b | *d     | *ɟ | *ɡ |    |
| *ɓ | *ɗ     | *ʄ |    |    |
| *m | *n     | *ɲ | *ŋ |    |
| *w | *l, *r | *j |    |    |
|    | *s     |    |    | *h |

| *p  | *t  | *s  | *c  | *k  |     |     |
| *pa | *ta | *sa | *ca | *ka | *ʔa |     |
| *pr | *tr | *sr | *cr | *kr | *kl |     |
|     | *tN | *sN | *cN | *kN |     | *ʔN |
|     | *d  |     | *ɟ  | *g  |     |     |
| *ba | *da |     | *ɟa |     |     | *ha |
| *br | *dr |     |     | *gr |     | *hr |
| *bN |     |     |     |     |     | *hN |
|     | *r  | *l  |     |     |     |     |
|     | *rN | *lN |     |     |     |     |

| *p | *t          | *c          | *k | *ʔ |
| *m | *n          | *ɲ          | *ŋ |    |
| *w | *l *r *s *j | *l *r *s *j |    | *h |

#### Гласные
|         | Передние   | Средние    | Задние     |
| ------- | ---------- | ---------- | ---------- |
| Верхние | *[i] *[iː] | *[ɨ] *[ɨː] | *[u] *[uː] |
| Средние | *[e] *[eː] | *[ə] *[əː] | *[o] *[oː] |
| Нижние  | *[ɛ] *[ɛː] | *[a] *[aː] | *[ɔ] *[ɔː] |

Дифтонги: *ie, *ɨə, *uo; *ia, *ɨa, *ua.

## Комментарии
1. ↑  не путать с другими одноимёнными группами, в частности, суэй из пеарской ветви[англ.]